# Liste der Biografien/Dux
Liste der Biografien |
Portal Biografien |
Personensuche
# |
A |
B |
C |
D |
E |
F |
G |
H |
I |
J |
K |
L |
M |
N |
O |
P |
Q |
R |
S |
T |
U |
V |
W |
X |
Y |
Z |
?
 
Da |
Db |
Dc |
Dd |
De |
Dg |
Dh |
Di |
Dj |
Dk |
Dl |
Dm |
Dn |
Do |
Dq |
Dr |
Ds |
Du |
Dv |
Dw |
Dy |
Dz
 
Dua |
Dub |
Duc |
Dud |
Due |
Duf |
Dug |
Duh |
Dui |
Duj |
Duk |
Dul |
Dum |
Dun |
Duo |
Dup |
Duq |
Dur |
Dus |
Dut |
Duu |
Duv |
Duw |
Dux |
Duy |
Duz
Die Liste der Biografien führt alle Personen auf, die in der deutschsprachigen Wikipedia einen Artikel haben. Dieses ist eine Teilliste mit 18 Einträgen von Personen, deren Namen mit den Buchstaben „Dux“ beginnt.

## Dux
- Dux, Adolf (1822–1881), Dichter
- Düx, Andy, deutscher Techno-DJ und -Musiker
- Dux, Claire (1885–1967), deutsche Opernsängerin (Sopran)Claire Dux (1885–1967)

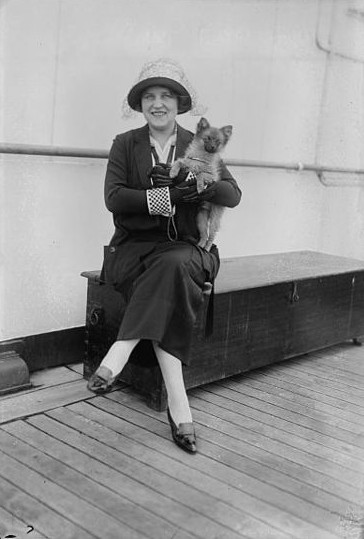
Claire Dux (1885–1967)

- Dux, Eckart (1926–2024), deutscher Schauspieler, Synchron-, Hörbuch- und Hörspielsprecher
- Dux, Ferdinand (1920–2009), deutscher Schauspieler
- Dux, Frank (* 1956), kanadisch-US-amerikanischer Kampfsportler und Kampf-Choreograf
- Dux, Günter (* 1933), deutscher Soziologe
- Düx, Heinz (1924–2017), deutscher Jurist, Publizist und Rechtswissenschaftler
- Dux, Holger A. (* 1958), deutscher Bauhistoriker und pädagogischer Mitarbeiter der Volkshochschule Aachen
- Dux, Margarethe (1914–2006), österreichische Schauspielerin
- Dux, Pierre (1908–1990), französischer Schauspieler, Theaterregisseur und Theaterleiter
- Dux, Walter (1889–1987), deutscher Chemiker und Unternehmer in Hannover und London
- Dux, Walti (* 1958), Schweizer Komiker, Fernsehmoderator und Musiker

### Duxa
- Duxa, Carl (1871–1937), österreichischer Maler

### Duxb
- Duxbury, Barry (1934–1997), britischer Offizier der Luftstreitkräfte des Vereinigten Königreichs
- Duxbury, Graham (* 1955), südafrikanischer Autorennfahrer
- Duxbury, Mike (* 1959), englischer Fußballspieler

### Duxm
- Düxmann, Klaus Dieter (* 1949), deutscher Botschafter